# Cheval-Blanc
Cheval-Blanc è un comune francese di 4 248 abitanti situato nel dipartimento della Vaucluse della regione della Provenza-Alpi-Costa Azzurra.

## Società

### Evoluzione demografica
Abitanti censiti